# Проценко, Степан Федосеевич
Степан Федосеевич Проценко (1900—1943) — участник Великой Отечественной войны, командир 269-го стрелкового полка 136-й стрелковой дивизии 38-й армии Воронежского фронта, подполковник. Герой Советского Союза.

## Биография
Родился 11 ноября 1900 года в городе Конотопе Российской империи (ныне Сумской области Украины) в семье рабочего-железнодорожника. Украинец.
Окончил четыре класса городского училища.
В 1920 году добровольцем ушёл в Красную армию. Принимал участие в Гражданской войне. В 1935 году окончил Военно-инженерную академию. В боях Великой Отечественной войны с 1941 года, воевал на Воронежском фронте.
В ночь на 2 октября 1943 года 269-й стрелковый полк 136-й стрелковой дивизии под командованием С. Ф. Проценко форсировал Днепр южнее Киева и закрепился на острове Казачьем, имевшем важное тактическое значение. Наши передовые подразделения получили возможность перерезать шоссе Киев—Обухов и занять командные высоты, что создавало благоприятную обстановку для переправы через Днепр основных сил.
Немецкое командование принимало срочные меры для усиления своей обороны. К этому участку реки были подтянуты резервные части, эсэсовские отряды. Противник всеми силами стремился выбить советских воинов с острова. Контратаки вражеской пехоты поддерживались артиллерией из районов Печерска и Лысой Горы, а также авиацией. Огонь не прекращался ни на минуту. Но подразделения полка действовали смело и решительно, отбивая контратаки гитлеровцев. В наиболее опасных местах солдаты видели своего боевого командира с оружием в руках.
Фашистам удалось вклиниться в оборону полка. Создалась угроза окружения одного из батальонов. Узнав об этом, вместе группой артиллеристов немедленно прибыл в расположение подразделения, которому угрожала опасность, и организовал там надёжную оборону. Благодаря решительности и высокому командирскому мастерству батальон не только избежал окружения, но и нанёс удар по врагу, принудив его к отступлению. Сотни гитлеровцев нашли себе смерть на острове Казачьем.
3 октября 1943 года, несмотря на большие потери, немцы возобновили контратаки. Над островом появились вражеские самолёты. Вокруг рвались снаряды и бомбы. Одна из бомб взорвалась вблизи от командного пункта. Отважный командир 269-го стрелкового полка Степан Федосеевич Проценко был смертельно ранен осколками.
Указом Президиума Верховного Совета СССР «О присвоении звания Героя Советского Союза генералам, офицерскому, сержантскому и рядовому составу Красной Армии» от 10 января 1944 года за «образцовое выполнение боевых заданий командования на фронте борьбы с немецко-фашистскими захватчиками и проявленные при этом отвагу и геройство» удостоен посмертно звания Героя Советского Союза.
Похоронен в Киеве в Парке Вечной Славы.

## Награды
- Награждён орденом Ленина, орденом Красной Звезды, медалями.

## Память
- В городе Конотопе на улице, где Герой родился и жил, установлена мемориальная доска.
- О боевом пути Героя повествуют материалы экспозиции Конотопского краеведческого музея.